# South Kilvington
Pour les articles homonymes, voir Kilvington.
South Kilvington est un village et une paroisse civile du Yorkshire du Nord, en Angleterre.